# Johann Adolf von Carnap
Johann Adolf von Carnap (* 21. April 1793 in Elberfeld (heute Stadtteil von Wuppertal); † 5. September 1871 in Düsseldorf) war ein deutscher Textilunternehmer und Politiker. Er war Oberbürgermeister seiner Heimatstadt Elberfeld.

## Wirken

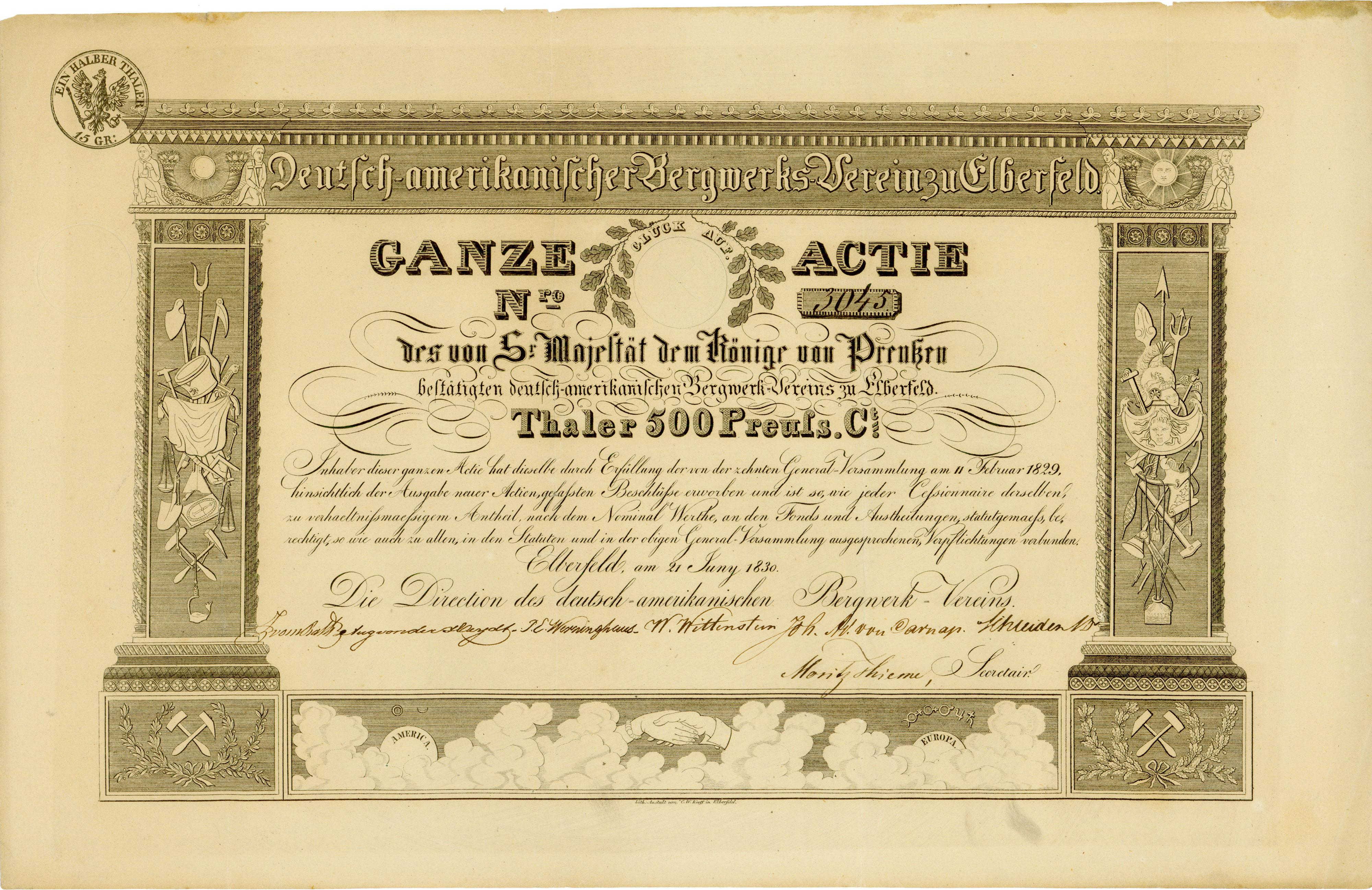
Aktie des Deutsch-amerikanischen Bergwerks-Verein vom 21. Juni 1830 mit Unterschrift von Johann Adolf von Carnap

Carnap wurde 1793 als Sohn von Abraham Peter von Carnap geboren, der im Jahr 1802 das Amt des Bürgermeisters von Elberfeld, damals noch nach ständischer Verfassung, innehatte. Er wurde am 14. August 1837 selbst zum neuen Oberbürgermeister von Elberfeld gewählt und trat sein neues Amt daraufhin am 28. Oktober desselben Jahres an. Sein Vorgänger war Johann Rütger Brüning, der der erste Oberbürgermeister Elberfelds unter preußischer Regierung war. Carnap verhandelte während des Barrikadenkampfes der Revolution in Elberfeld gemeinsam mit Johann Friedrich Hector Philippi die friedliche Beilegung der Kämpfe ohne Eingreifen des Militärs. Er wurde als verdienstvoller Förderer der städtischen Belange ausgezeichnet und schied am 21. Januar 1851 aus dem Amt aus. Zu seinem Nachfolger wurde Karl Emil Lischke gewählt.

## Ehrungen
Gemeinsam mit Caspar Wilhelm Meckel und August von der Heydt wurde er 1834 als erster Bürger der Stadt Elberfelds mit dem Titel eines Kommerzienrats ausgezeichnet.

## Belege
1. 1 2  Westfälische Rundschau. vom 29. Oktober 1962.
2. 1 2  Stadt Anzeiger. vom 13. und 14. Dezember 1968.
3. ↑  Industrie- und Handelskammer Wuppertal 1831–1956 (Festschrift zum 125-jährigem Jubiläum am 17. Januar 1956). Wuppertal 1956. S. 221

| Personendaten    | Personendaten             |
| ---------------- | ------------------------- |
| NAME             | Carnap, Johann Adolf von  |
| ALTERNATIVNAMEN  | Carnap, Johann Adolph von |
| KURZBESCHREIBUNG | deutscher Politiker       |
| GEBURTSDATUM     | 21. April 1793            |
| GEBURTSORT       | Elberfeld                 |
| STERBEDATUM      | 5. September 1871         |
| STERBEORT        | Düsseldorf                |